# Politburo du Parti communiste de l'Union soviétique
Pour les articles homonymes, voir Bureau politique.
Le Politburo (en russe : Политбюро, contraction de Политическое бюро, « bureau politique »), en forme longue Politburo du Comité central du Parti communiste de l'Union soviétique (abréviation russe : Политбюро ЦК КПСС, Politbyuro TsK KPSS) était le premier conseil (organe suprême) du Comité central du Parti communiste de l'Union soviétique (PCUS) qui définissait sa ligne directrice, et déterminait les politiques suivies par l'URSS. Fondé en 1917 au moment de la révolution d'Octobre en tant qu'organe de direction des Bolcheviks, il est refondé en mars 1919 lors du huitième congrès du parti. Il a été appelé Præsidium du Comité central du Parti communiste de 1952 à 1966.
L'autorité du Politburo se superposait à celle du gouvernement officiel de l'URSS (successivement appelé le Conseil des commissaires du peuple, puis le Conseil des ministres). La fonction de secrétaire général du Comité central, chargé de coordonner les activités du Politburo, a été créée en 1922, son premier titulaire étant Joseph Staline. 
Le secrétaire général (appelé Premier secrétaire de 1953 à 1966) du PCUS était le principal dirigeant de l'URSS, que son titulaire cumule ou non cette charge avec celles de chef du gouvernement ou de chef de l'État.

## Les origines du Politburo
Comme le pouvoir réel dans l'Union soviétique appartenait au PCUS, les membres du Politburo furent des dirigeants de fait de l'URSS, même s'ils n'occupaient pas de postes dans les structures étatiques. 
Il fut créé au cours du VIIIe Congrès du Parti communiste de l'Union soviétique (PCUS) qui, outre la création du Politburo, a créé l'Orgburo (secrétariat permanent). À cette époque, le Politburo ne comprenait que cinq membres ; Trotski et Staline firent partie de ce premier Politburo.
Le Politburo a compté entre cinq (dans les années 1920) et vingt-cinq membres (dans les années 1970-80).
Les premiers titulaires sont Lénine, Kamenev, Trotsky, Staline et Krestinsky. Aucun membre des fractions oppositionnelles du parti (Opposition ouvrière, Groupe du centralisme démocratique (Timofeï Sapronov), Groupe ouvrier de Gabriel Miasnikov) n'a été membre de cette instance. Après la mort de Lénine, les opposants à Staline en sont progressivement exclus : Kamenev en 1925, puis Trotsky et Zinoviev en 1926.
En 1953, 19 de ses 33 membres entrés en fonction jusqu'en 1949 étaient morts dans des circonstances non naturelles. Le premier bureau politique comportait huit membres (cinq titulaires et trois suppléants), seuls trois sont décédés de mort naturelle et en liberté, les cinq autres ayant été tués par le régime stalinien.

## Composition du Politburo
Les noms de Joseph Staline, de Viatcheslav Molotov, de Kliment Vorochilov et d'Anastase Mikoïan ont marqué le Politburo, par la longévité de leur présence dans cette institution : Staline en a été membre titulaire pendant 34 ans (mars 1919-mars 1953), Molotov en fut membre titulaire pendant 31 ans (1926-1957), Vorochilov en fut membre titulaire pendant 34 ans (1926-1960), tandis que Mikoïan en a été membre titulaire pendant 31 ans (1935-1966).